# Jabril Durham
Jabril Durham (DeSoto, 23 januari 1994) is een Amerikaans basketballer.

## Carrière
Durham speelde collegebasketbal voor Lubbock Christian Chaparral, Seminole State Trojans en Arkansas Razorbacks van 2012 tot 2016. In de NBA draft van 2016 werd hij niet gekozen. Hij tekende daarna zijn eerste profcontract bij de Zweedse eersteklasser Jämtland Basket. Na een seizoen tekende hij bij het Hongaarse PVSK Panthers waar hij ook een seizoen speelde. In de zomer van 2018 speelde hij in The Basketball Tournament voor Team Arkansas. Het seizoen 2018/19 startte hij in de Griekse competitie bij Rethymno Cretan Kings maar al in oktober 2018 tekende hij bij het Letse BK VEF Riga waar hij de rest van het seizoen speelde.
In het seizoen 2019/20 speelde hij in de Russische competitie bij Vostok-65. Na een seizoen tekende hij bij de Belgische eersteklasser Union Mons-Hainaut waar hij een seizoen speelde. Hij startte het seizoen 2021/22 bij het Duitse Hamburg Towers maar speelde vanaf oktober 2021 het seizoen uit bij het Italiaanse Fortitudo Bologna. In de zomer van 2022 tekende hij opnieuw in de Hongaarse competitie ditmaal bij Szolnoki Olaj KK en speelde er een seizoen. Het seizoen 2023/24 speelde hij voor de Poolse eersteklasser MKS Start Lublin dat hij na een seizoen inwisselde voor reeksgenoot Arka Gdynia. In december 2024 verliet hij de Poolse eersteklasser.